# Феноменология (наука)
Терминът феноменология в науката е използван, за да опише цялост от знания, които свързват емпирични наблюдения над определени феномени помежду им, по начин който е в съгласие с фундаменталната теория, но не произтича директно от нея. Според Краткия речник на физиката феноменологична теория е:
Теория, която изразява математически резултатите от наблюдавани явления без да се обръща детайлно внимание на тяхното фундаментално значение .
Наименованието произлиза от феномен (от гръцки φαινόμενoν, мн.ч. φαινόμενα) – всяко явление, което е наблюдаемо.

## Феноменология във физическите науки
Във физиката има случаи, когато наблюдаваните резултати не могат да се обяснят само на базата на вече познати основни принципи като например законите на Нютон за движението, или уравненията на Максуел за електромагнетизма. За това може да има няколко причини: може въпросната теория все още да не е открита или математиката, която описва наблюденията, да е твърде сложна. В тези случаи понякога се правят предположения какво ще се получи при бъдещи наблюдения или експерименти на базата на по-опростен алгебричен модел. Ако предположенията се окажат достатъчно точни, те често се възприемат от научната общност, независимо от факта, че алгебричните изрази сами по себе си не са подкрепени с фундаментална теория в тази област на знанието.
Границите между теория и феноменология и между феноменология и експеримент са доста размити. Някои философи на науката и в частност Нанси Картрайт твърдят, че който и да е фундаментален закон на природата е просто феноменологично обобщение .

## Примери във физиката
- Втори закон на термодинамиката: преди развиването на статистическата механика от Лудвиг Болцман (1896) този закон е феноменологичен.
- Модел на Ръдърфорд или известен още като планетарен модел (1911), който описва структурата на атома, базирайки се на експериментални резултати. Притежава голям брой по същество модерни характеристики. Той наподобява планетна система. Заменен е от модела на Бор (1913), който използва някои квантово-механични резултати, за да локализира позицията на орбитиращите електрони, ограничавайки ги до определени кръгови (и по-късно елиптични) орбити.